# Jeanne Fredac
Jeanne Fredac (* 1970 in Trier) ist eine französische Fotografin und Künstlerin aus Berlin.

## Werk
Jeanne Fredac bezeichnet sich selbst als Landstreicherin. Sie arbeitet mit den Mitteln der Fotografie, Film, Malerei und Texten. Sie versucht, das Verhältnis des Menschen zu seinen geographischen, historischen und sozialen Räumen darzustellen. Bekannt wurde sie durch ihre Fotografien der „Verlassene(n) Orte“, die in früheren Zeiten von vielen Menschen besucht wurden.

## Ausstellungen
- 2002: Centre de langue et de culture italienne, Paris
- 2007: Galerie Nehring und Stern, Berlin
- 2007: KUNST! Kolonie Wedding Berlin
- 2007: Centre Cultural Français, Bratislava, Slowakei
- 2008: BoxoffBerlin
- 2008: Centre d'art contemporain Regart, Quebec
- 2009: Open Air Gallery, Berlin
- 2009: Kultur Brauerei Berlin
- 2010: Open Air Gallery, Berlin
- 2010: Altonale, Hamburg
- 2011: Galerie Konvex 99, Chemnitz
- 2012: Gaswerk, Hamburg
- 2012: Les trois baudets, Paris
- 2012: Copenhagen Photo Festival, Kopenhagen
- 2012: Fotobiennale, Litauen
- 2012: Museumsuferfest Frankfurt
- 2012: Eröffnung Wander Atelier Kreuzberg
- 2013: Nuit de la photographie contemporaine, Paris
- 2013: Open Air Gallery Berlin
- 2013: Berliner Liste, Berlin
- 2013: Spirit of Art, Wien
- 2014: Frauenmuseum, Bonn
- 2015: Scope Art, Miami
- 2015: Biennale di Palermo, Sizilien
- 2015: C.A.R., Essen
- 2015: Art pu:l., Pulheim
- 2015: BerlinerListe 2015, Berlin
- 2015: Art Slant prize 2015, Showcase Winners Installation
- 2016: Ausstellung „Verlassene Orte 2005-2015“ Institut français und Goethe-Institut von Palermo, Sizilien
- 2016: Gruppenausstellung „Atmosphère – Intuition formt Stimmung“ Fotogalerie Friedrichshain Berlin
- 2016: „Keine Zeit“ Gruppenausstellung – KünstlerHaus Dortmund
- 2016: „Verlassene Orte 2005-2015“ – Galerie 149, Bremerhaven
- 2016: Ausstellung „Ex und Hopp Gesellschaft“ Kunstverein Bayreuth
- 2021: Women in arts – 4. FATart Art Fair, Schaffhausen, Schweiz